# Sexy
Sexy je patnáctá epizoda druhé série amerického hudebního televizního seriálu Glee a v celkovém pořadí třicátá sedmá epizoda. Napsal ji Brad Falchuk, režíroval ji Ryan Murphy a poprvé se ve Spojených státech vysílala dne 8. března 2011. Epizoda se točí hlavně okolo tématu sex a sexualita dospívajících. V ní se Holly Holliday (Gwyneth Paltrow) vrací na střední školu Williama McKinleyho jako suplující učitelka, která bude učit sexuální výchovu. Vedoucí sboru Will Schuester (Matthew Morrison) začne mít city k Holly a školní výchovná poradkyně a vedoucí celibátního kroužku Emma Pillsbury (Jayma Mays) je z Hollyinami hodinami méně nadšená. Santana (Naya Rivera) vyjádří svou lásku k Brittany (Heather Morris) a Burt Hummel (Mike O'Malley) se svým synem Kurtem (Chris Colfer) mluví o sexu.
Epizoda získala většinou pozitivní recenze. Mnoho kritiků chválilo výkon Gwyneth Paltrow, líbil se jim více než v předchozí epizodě Suplentka, ačkoliv nesouhlasili, jak byla v seriálu Paltrow použita. Dějové zápletky byly dobře přijaty, zvláště ta s Brittany a Santanou: Todd VanDerWerff z The A.V. Club a Patrick Burns z The Atlantic ji z epizody zvýraznili a chválili. Scéna, když Burt má "ten rozhovor" s Kurtem, byla také kritiky velmi dobře přijata. Epizoda obsahuje cover verze pěti písní, včetně "Kiss" od Prince a "Landslide" od Fleetwood Mac. Cover písně Landslide byl velmi dobře přijat, ačkoliv hudební vystoupení a cover verze v epizodě získaly smíšená hodnocení od recenzentů.
V původním vysílání epizodu sledovalo celkem 11,92 milionů amerických diváků a získala 4,6/14 Nielsenova ratingu/podílu na trhu ve věkové skupině 18-49 let. Celková sledovanost epizody a ratingy výrazně stouply oproti předchozí epizodě "Za to může alkohol".

## Děj epizody

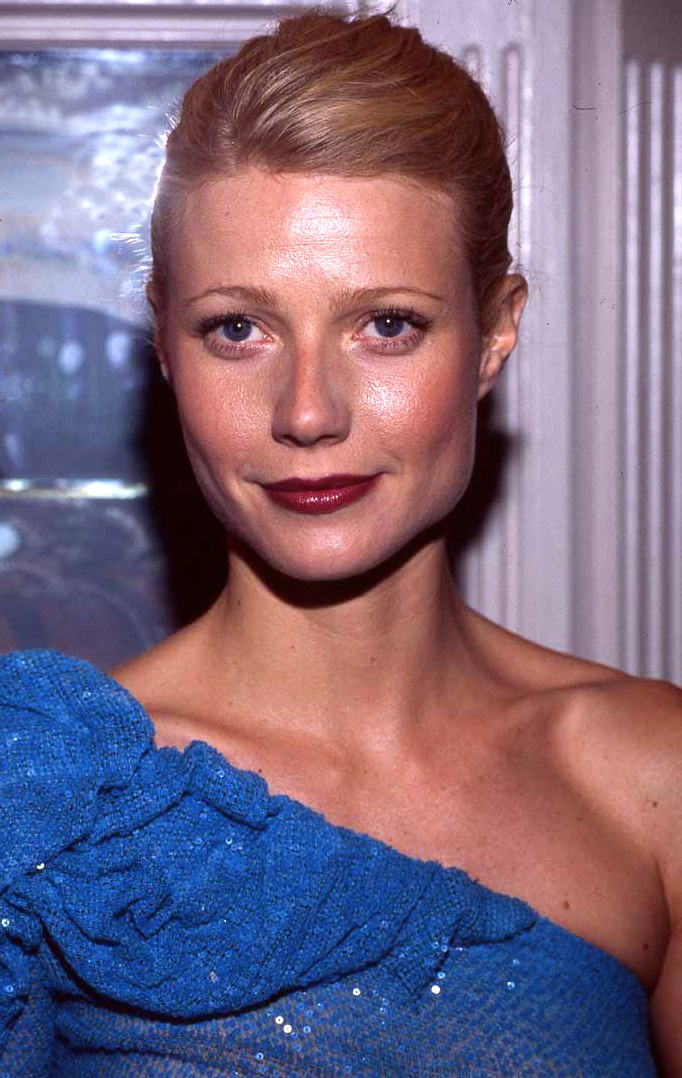
V epizodě si Gwyneth Paltrow (na obrázku) zopakovala svou roli suplující učitelky Holly Holliday

Suplující učitelka Holly Holliday (Gwyneth Paltrow) se vrací na střední školu Williama McKinleyho, aby zde učila sexuální výchovu a řekne Willovi Schuesterovi (Matthew Morrison), vedoucímu školního sboru New Directions, že jeho členové patří mezi ty nejvíce neznalé sexu. Will ji požádá, aby je vzdělala pomocí písně, a tak Holly vystoupí s číslem "Do You Wanna Touch Me (Oh Yeah)". Will s ní později zkouší ztvárnění skladby "Kiss", která končí polibkem, ale Holly dál nepokračuje, protože se bojí, že by mu v budoucnu mohla ublížit.
Sue Sylvester (Jane Lynch), vedoucí konkurenčního sboru Aural Intensity, hledá bývalého člena New Directions a současného člena Daltonovy akademie ve sboru Slavíci, Kurta Hummela (Chris Colfer) aby mu a jeho kamarádovi Blainovi (Darren Criss), hlavnímu zpěvákovi Slavíků, řekla, že New Directions na nadcházející regionální soutěž plánují předvést sexuálně provokující hudební číslo a že slyšela, že porotci budou hledat to samé. Blaine na to odpoví tím, že se Slavíky secvičí "sexy" ztvárnění písně "Animal" a Kurt se k němu přidá jako hlavní zpěvák, ale Kurtovy "sexy" obličeje a pohyby jsou ve skutečnosti křečovité a sexy nejsou ani trochu. Kurt trvá na tom, že bude neznalý ohledně sexuálních záležitostí, což Blainovi přijde pro něj v jeho věku nebezpečné, a tak navštíví Kurtova otce Burta (Mike O'Malley) a požádá ho, aby s Kurtem vyřešil "ten rozhovor" ohledně sexu.
Na McKinleyově střední členové sboru Puck (Mark Salling) a Lauren (Ashley Fink) plánují vytvoření sexuální nahrávky, dokud jim Holly neřekne, že by to mohlo být zvažováno jako dětská pornografie. Zděšený Puck se připojuje k celibátnímu kroužku. Vedoucí sboru, školní výchovná poradkyně Emma Pillsbury (Jayma Mays) si myslí, že hodiny Holly jsou nevhodné, takže přemluví sbor, aby zazpívali píseň pro New Directions. Vybere "Afternoon Delight", netušíc, že je to píseň o sexu. Její manžel Carl (John Stamos) poté prosí Holly o poradenství. Během poradenského sezení odhalí, že Emma je stále panna a Emma přiznává, že stále může být zamilovaná do Willa. Carl ji řekne, že se přestěhuje do hotelu, dokud si nebude jistá ohledně svých citů.
Holly také radí členkám sboru Santaně (Naya Rivera) a Brittany (Heather Morris), když vyjádří nejistotu ohledně jejich sexuality. Připojí se k nim při vystoupení "Landslide", po kterém Santana v slzách přizná Brittany, že je do ní zamilovaná a chce s ní být, ale bojí se, že bude za jejich homosexuální vztah šikanována. Brittany opětuje její lásku, ale vysvětluje jí, že také miluje svého přítele Artieho (Kevin McHale) a k nesnázím Santany se s ním nerozejde.
Lauren je naštvaná, že se Puck připojil k celibátnímu kroužku, ale když jí vysvětlí, že se snaží převzít zodpovědnost za své činy, tak ho Lauren políbí a souhlasí, že se také připojí. Quinn (Dianna Agron) a Finn (Cory Monteith) spolu opět tajně chodí. Hollyino zaměstnání jako učitelka sexuální výchovy končí, když si rodiče žáků stěžují na její hodiny. Holly řekne Willovi, že se chce učit o romantice, Will souhlasí, že ji bude učit a políbí se.

## Seznam písní
- "Do You Wanna Touch Me (Oh Yeah)"
- "Animal"
- "Kiss"
- "Landslide"
- "Afternoon Delight"

## Hrají
| Dianna Agron     | Quinn Fabray          |
| Chris Colfer     | Kurt Hummel           |
| Jane Lynch       | Sue Sylvester         |
| Jayma Mays       | Emma Pillsburry       |
| Kevin McHale     | Artie Abrams          |
| Lea Michele      | Rachel Berry          |
| Cory Monteith    | inn Hudson            |
| Heather Morris   | Brittany Pierce       |
| Matthew Morrison | William Schuester     |
| Mike O'Malley    | Burt Hummel           |
| Amber Riley      | Mercedes Jones        |
| Naya Rivera      | Santana Lopez         |
| Mark Salling     | Noah „Puck“ Puckerman |
| Jenna Ushkowitz  | Tina Cohen-Chang      |